# Asedio de Seringapatam

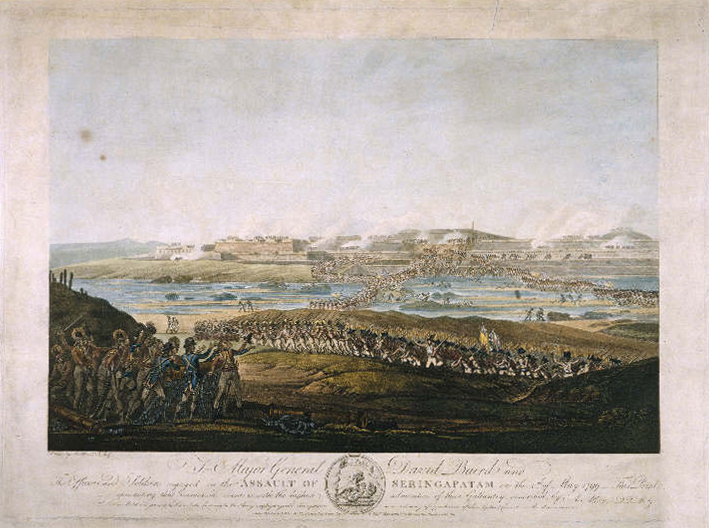
El asalto a Seringapatam.

El asedio de Seringapatam (5 de abril - 4 de mayo de 1799) fue el enfrentamiento final de la cuarta guerra anglo-mysore entre la Compañía Británica de las Indias Orientales y el Reino de Mysore. Los británicos, junto con su aliado Nizam de Hyderabad, lograron una victoria decisiva después de abrir una brecha en los muros de la fortaleza en Seringapatam y asaltar la ciudadela. El Sultán Fateh Ali Tipu, gobernante de Mysore, fue asesinado en la acción. Los británicos restauraron la dinastía Wodeyar en el trono después de la victoria, pero retuvieron el control indirecto del reino.

## Fuerzas enfrentadas
La batalla consistió en una serie de encuentros alrededor de Seringapatam (la versión anglificada de Srirangapatnam) durante los meses de abril y mayo de 1799, entre las fuerzas combinadas de la Compañía Británica de las Indias Orientales y sus aliados, con más de 50,000 soldados en total, y las tropas del Reino de Mysore, gobernado por el Sultán Tipu, que contaban con 30,000 soldados. La Cuarta Guerra Anglo-Mysore terminó con la derrota y muerte del Sultán Tipu en la batalla.

## Asedio

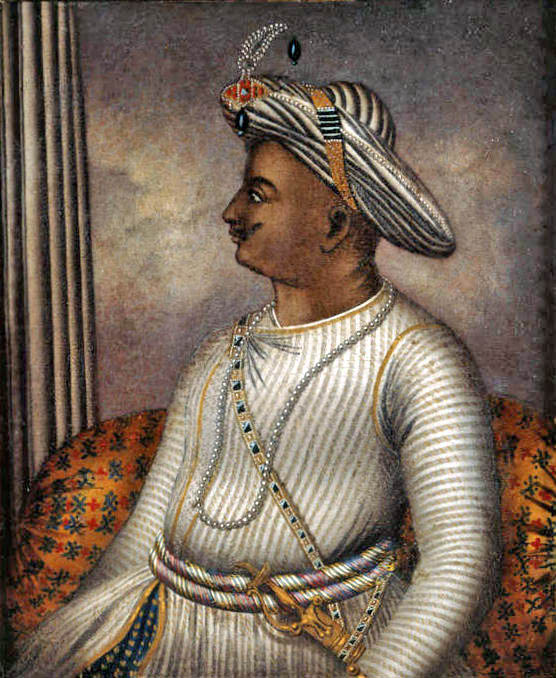
Retrato del Sultán Tipu en 1792.

Seringapatam fue asediado por las fuerzas británicas el 5 de abril de 1799. El río Cauvery, que fluía alrededor de la ciudad de Seringapatam, estaba en su nivel más bajo del año y podría ser vadeado por la infantería, si el asalto se llevaba a cabo antes del monzón. Se intercambiaron cartas con Tipu, quien parecía que estaba tratando de ganar tiempo. Tipo solicitó que le enviaran dos personas para discusiones y también declaró que estaba preocupado por las expediciones de caza. El principal ministro del Sultán Tipu, Mir Sadiq, aparentemente fue sobornado por los británicos.

## Brecha en los muros
El gobernador general de la India, Richard Wellesley, planeó la apertura de una brecha en los muros de Seringapatam. La ubicación de la brecha, como lo señaló Beatson, el autor de un relato de la Cuarta Guerra de Mysore, fue 'en el parapeto oeste, un poco a la derecha del flanco del baluarte noroeste. Siendo el viejo baluarte más débil que el nuevo'. La defensa de Mysorie logró impedir el establecimiento de una batería en la margen norte del río Cauvery el 22 de abril de 1799. Sin embargo, para el 1 de mayo, trabajando de noche, los británicos habían completado sus baterías del sur y las habían llevado al muro. Al amanecer del 2 de mayo, las baterías del Nizam de Hyderabad lograron abrir una brecha en la pared exterior. Además, las minas que fueron colocadas bajo la brecha fueron alcanzadas por artillería y explotaron prematuramente.
El líder de las tropas británicas era el general de división David Baird, un enemigo implacable del Sultán Tipu, veinte años antes, había estado cautivo durante 44 meses. Las tropas de asalto, incluidos los hombres de los regimientos 73 y 74, subieron la brecha y pelearon a lo largo de las murallas.